# Herbert Austin, 1. Baron Austin

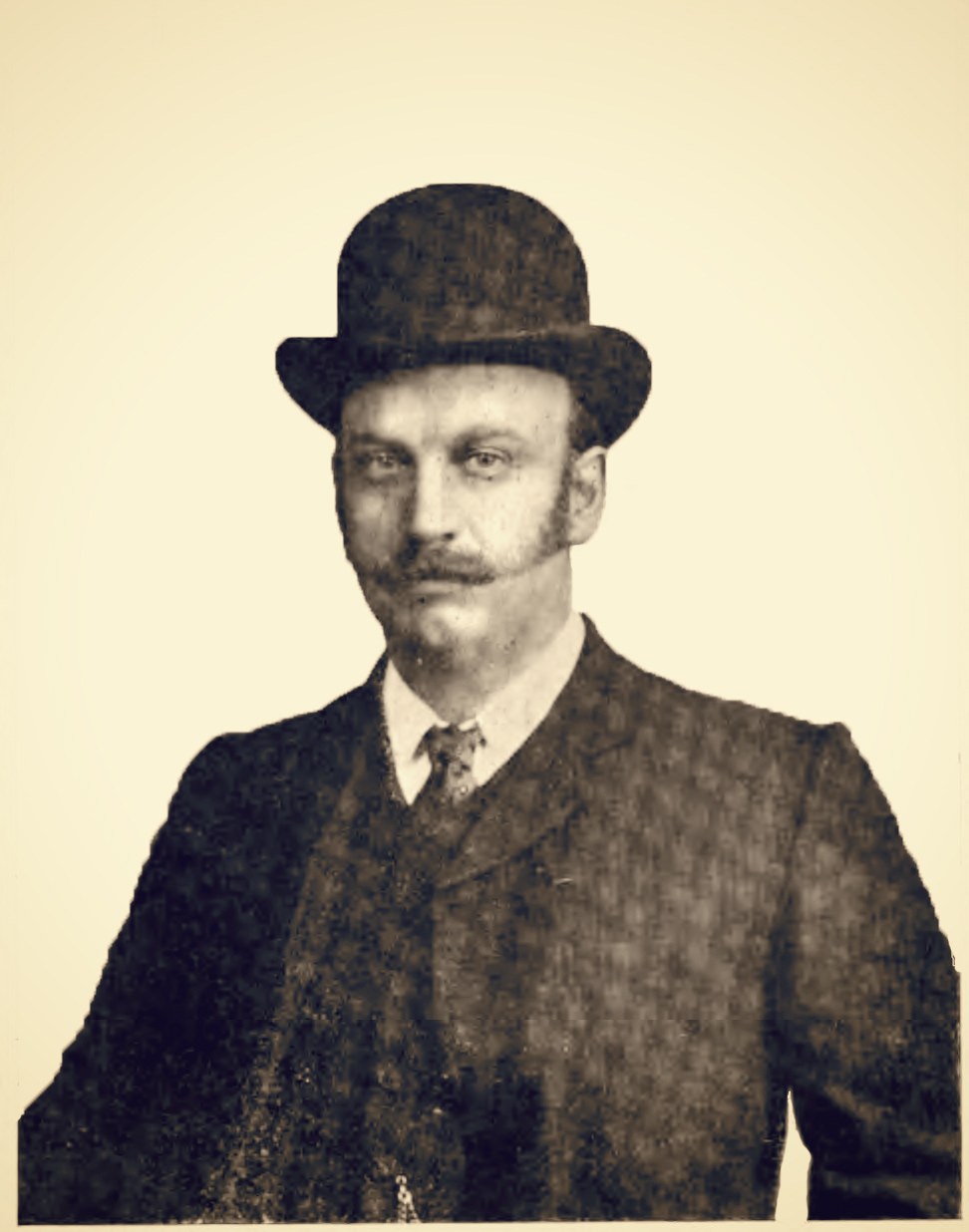
Herbert Austin, 1905

Herbert Austin, 1. Baron Austin KBE (* 8. November 1866 in Little Missenden (Buckinghamshire); † 23. Mai 1941 in Lickey Grange, Worcestershire) war englischer Industrieller und Politiker.

## Leben
Herbert Austin wurde als Sohn eines Landwirts geboren. 1884 wanderte er mit 17 Jahren nach Melbourne aus, wo ein Onkel aus der mütterlichen Linie als Betriebsleiter an einer technischen Firma angestellt war. In Australien verdiente Austin sich sein Geld als Techniker (Bau von Druckmaschinen, Gasmotoren, Kessel für Lokomotiven, Geräte für die Schafschur  etc.). 1893 zog er im Auftrag seiner Firma wieder in Richtung Heimat, wo er in der Fabrik von Frederick Wolsley weiterhin Zubehör für die Schafschur konstruierte.
In England begann sich Austin zunehmend für Automobile zu interessieren. 1895 stellte er in seinen Werkstätten sein erstes Automobil her, den dreirädrigen Wolseley, und sorgte damit für Aufsehen. Vier Jahre später kam ein vierrädriges Nachfolgemodell auf den Markt, das ebenfalls sehr erfolgreich war. 1905 gründete Austin mit potenten Geldgebern in einer ehemaligen Druckerei in Longbridge bei Birmingham die erste britische Automobilfabrik, die Austin Motor Company.

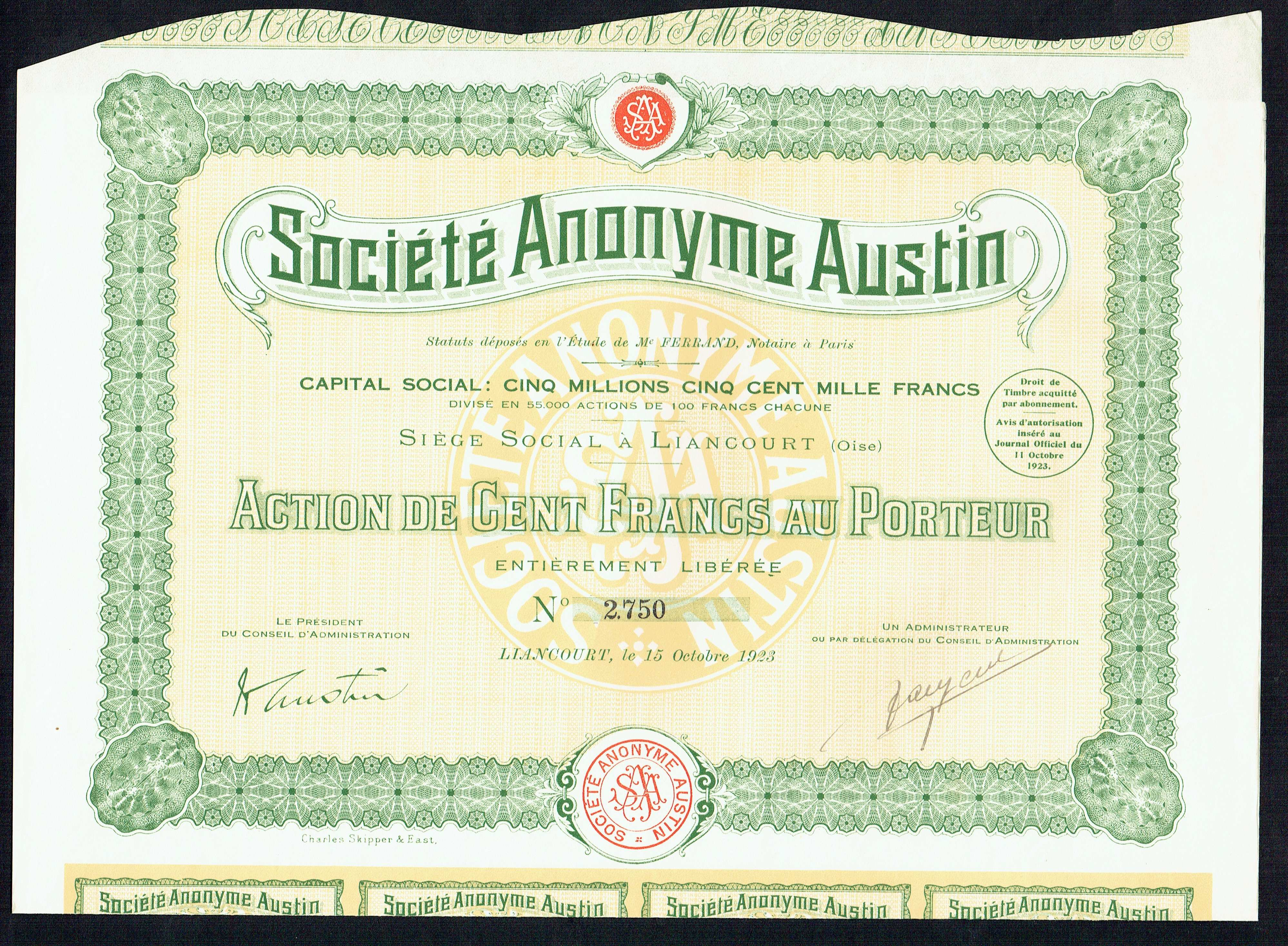
Aktie über 100 Francs der S. A. Austin vom 15. Oktober 1923 mit Unterschrift von Austin

Während des Ersten Weltkriegs wurde die Austin Motor Company in eine Rüstungs- und Flugzeugfabrik umfunktioniert.
1919 errichtete Austin im französischen Liancourt (Oise) ein Zweigwerk, das hauptsächlich Traktoren und Zugmaschinen produzierte. 1923 wurde aus dem Werk die eigenständige Société Anonyme Austin. 1951 wurde dieses Werk geschlossen

Für seine Verdienste erhielt er 1917 den Ritterschlag als Knight Commander des Order of the British Empire und durfte das Prädikat „Sir“ tragen. Von 1918 bis 1922 saß Austin als konservativer Abgeordneter für den Wahlkreis Birmingham King’s Norton im britischen House of Commons.  1936 wurde er zudem als Baron Austin, of Longbridge in the City of Birmingham, zum erblichen Peer erhoben, womit auch ein Sitz im britischen House of Lords verbunden war, ein Jahr später erhielt er die Ehrendoktorwürde der University of Birmingham.
Der Zweite Weltkrieg zwang seine Firma erneut, sich auf Rüstungsgüter umzustellen. Abgesehen von verschiedenen Waffen und Bomben wurde hier auch die Hawker Hurricane und die Avro Lancaster hergestellt. Noch während des Kriegs starb Austin am 23. Mai 1941 in seinem Landhaus in Lickey in Worcestershire südlich von Birmingham an den Folgen einer Lungenentzündung. Die Fusion seiner Firma mit der Morris Motor Company 1952 sowie das Ende der Marke Austin 1987 sollte er nicht mehr miterleben.
Aus seiner 1887 geschlossenen Ehe mit Helen Dron hatte er zwei Töchter, aber keine Söhne, weshalb sein Baronstitel mit seinem Tod erlosch.